# غاريقون اجتماعي
غاريقون اجتماعي (الاسم العلمي:Agaricus socialis) هو نوع من الفطريات يتبع جنس الغاريقون من الفصيلة الغاريقونية.